# Бо-Джауса (гора)
Бо-Джауса — одна из высочайших вершин Хабаровского края, Советско-Гаванского района высота — 1637 метров. Является частью Сихотэ-Алиня. Находится на юге Хабаровского края (Советско-Гаванский район). Находится рядом с южно-западной границей Ботчинского заповедника.
Вершина имеет куполовидную форму. До 1610 метров — тёмно-хвойная тайга, выше — пояс горных тундр с кедровым стлаником и каменными россыпями.
Гора печально известна произошедшей на её склонах 7 декабря 1995 года авиакатастрофой Ту-154, в которой погибли 98 человек.